# 9019 Eucommia
9019 Eucommia (1987 QF3) là một tiểu hành tinh vành đai chính được phát hiện ngày 28 tháng 8 năm 1987 bởi E. W. Elst ở Đài thiên văn Nam Âu.